# 明経道
明経道（みょうぎょうどう）は、日本律令制の大学寮において儒学を研究・教授した学科。

## 概要
明経試は必修の2経から計3問と他の2経から3または4問出されて計10問から出題され、6問以上合格する必要があった。
平安時代中期以降は、その地位も紀伝道を掌る文章博士（元は明経道に附属して直講1名が回されたもの）の地位が上昇して明経博士を追い越したために本科としての地位を失った。それでも、明経道の本科としての意識は強く、明経博士を務めた十市有象（中原氏の祖）による安和2年（969年）の解文には、紀伝道と明法道を「小道」と非難する一文が載せられている（『類聚符宣抄』所収）。また、文章生など他の学生に対しても一般常識としての儒学教養を求めたために他学生による明経道の講義の聴講が行われる場合が多かった。また、正暦4年（993年）には、明経博士中原致時の申請によって明経得業生に准じる地位として、8から10名でなる明経問者生が設置されて、試験に合格すれば得業生に准じる資格で官吏になることが出来た。
江戸時代には清原氏の子孫である舟橋家・伏原家が博士の職を世襲したが、儒教の中でも新興の宋学全盛の時代にあっては名目のみの官となっていった。